# Ion de Quíos
Ion de Quíos (Ἴων ὁ Χῖος) fue un escritor de la Antigua Grecia que nació en la isla de Quíos, vivió en el siglo V a. C., pasó parte de su vida en Atenas y escribió obras tanto en prosa como en verso. Nació en torno a los años 490 y 480 a. C. Fue autor de tragedias, dramas satíricos, obras sobre filosofía, obras sobre historia, elegías, himnos, ditirambos, poesía de simposio y cantos monódicos. De sus obras solo se han conservado los nombres de algunos de los títulos y fragmentos.

## Autor de tragedias
Según la Suda, su primera tragedia se representó durante la olimpiada 82.ª, que correspondería a los años 452-449 a. C. El anónimo autor de la obra titulada De lo sublime nombra a Ion comparándolo con Sófocles, y manifiesta que el Edipo rey de Sófocles por sí solo vale más que toda la producción de Ion. El número de las obras trágicas de Ion, debió de ser abundante, puesto que la Suda da tres datos numéricos al aludir a sus obras, 12, 30 y 40, que se han interpretado del siguiente modo: el primer número sería el de las tragedias conservadas en Alejandría y los otros dos serían el número de obras de trilogías que hizo, siendo 40 el número si se contasen los dramas satíricos y 30 si estos no se contasen. De una alusión a Ion de Quíos que se conserva en las Moralia de Plutarco se deduce que Ion tenía amistad con Esquilo. También conoció a Sófocles.
Algunos de los títulos conocidos de las tragedias de Ion fueron La gran drama, Alcmena, Los guardianes y Agamenón. Se conoce también el título de otra de sus obras: Ónfale, un drama satírico en el que Heracles aparecía siendo esclavo de la reina Ónfale.

## Otros géneros
Además de la tragedia, Ion cultivó muy diversos géneros literarios. Su obra más original se considera que fue Epidemias, que trataba de viajes, tanto suyos como de hombres ilustres a Quíos. Escribió también una obra sobre filosofía llamada Triagmós, en la que hablaba de un principio según el cual toda estructura se componía de tres partes y en la que se indicaba en un fragmento que Pitágoras había atribuido al mítico Orfeo varios escritos que en realidad procedían de él mismo, si bien algunos estudiosos recientes como Luc Brisson se han mostrado escépticos ante esta afirmación de Ion, puesto que no hay certeza de que Pitágoras dejara algo escrito. También señalaba que Pitágoras tenía la idea de que una vida llena de valor viril y de virtud eran la garantía de que el alma tuviera un mejor destino en el más allá.
Pausanias relata que Ion escribió acerca del origen mítico de la isla de Quíos: Poseidón llegó a Quíos cuando esta era una isla desierta y allí se unió a una ninfa. Se puso a nevar cuando llegó el momento del parto, por lo que llamó a su hijo "Quío". Añade Pausanias que Quío se unió a otra ninfa y engendró a Ágelo y Melas y añade además otros detalles sobre algunos de los primeros habitantes y de los reyes míticos de Quíos. Otra noticia que da Pausanias sobre Ion de Quíos es que compuso un himno a Cero en donde se dice que este fue el hijo menor de Zeus. Plutarco escribió en su Vida de Pericles que Ion señalaba que ese político ateniense era arrogante y vanidoso, en contraste con la opinión que tenía de Cimón, del que mencionó su tacto, su delicadeza y la educación en su relación con los demás.